# Martin Škrtel
Martin Škrtel   (Handlová, 15 de desembre de 1984) és un futbolista eslovac de la dècada de 2010.
Ha estat jugador de Zenit Sant Petersburg, Liverpool FC i Fenerbahçe SK, així com internacional amb la selecció de futbol d'Eslovàquia.